# Scorpaenodes insularis
Scorpaenodes insularis is een straalvinnige vissensoort uit de familie van schorpioenvissen (Scorpaenidae). De wetenschappelijke naam van de soort is voor het eerst geldig gepubliceerd in 1971 door Eschmeyer.